# André Godard
André Godard (* 21. Januar 1881 in Chaumont; † 31. Juli 1965 in Paris) war ein französischer Architekt, Archäologe und Kunsthistoriker. Er war zudem Direktor des Iranian Archeological Service (IAS) (Edāreh-ye kol-e 'atiqāt).

## Leben
Nach Absolvenz der École nationale supérieure des beaux-arts de Paris studierte André Godard Archäologie des Mittleren Ostens, wobei er sich vor allem auf den Iran spezialisierte. Es folgte eine Zusammenarbeit mit Ernst Herzfeld und Henri Viollet im Irak (Samarra) und in Ägypten.
Nach dem Ersten Weltkrieg heiratete Godard Yedda Reuilly (1889–1979), die orientalische Sprachen studiert hatte und nahm 1922 an einer französischen archäologischen Delegation in Afghanistan teil. Dort widmete er sich dem Studium der Buddha-Statuen von Bamiyan. 1925 folgte eine Ausstellung zu dieser buddhistischen Pilgerstätte im Musée Guimet.
Von 1928 bis 1953 und von 1956 bis 1960 war André Godard Direktor des Iranian Archeological Service (IAS). Dieses war von Reza Schah eingerichtet worden, nachdem das französische Monopol auf archäologische Untersuchungen im Iran abgelaufen war. Während jener Zeit entwarf Godard das
Bastan Museum (Museh-ye Irān-e Bāstān (Museum des Iran der Antike)), das er später auch leitete.
In Zusammenarbeit mit weiteren Architekten folgten die Restaurierung und der Entwurf mehrerer bedeutender Gebäude, darunter das Institut der Bildenden Künste der Universität Teheran, dessen Curriculum er später als Dekan nach Vorbild der französischen École des Beaux-Arts entwickelte.
Nach seiner Rückkehr nach Frankreich 1960 verfasste Godard das Buch L'Art de l'Iran, in dem er die Entwicklung der iranischen Architektur – Schwerpunkt seiner Forschungen – darstellte.

## Werk
- Iranisches Nationalmuseum (Museh-ye Irān-e Bāstān) (Teheran) (1936)
- Garten des Museh-ye Irān-e Bāstān – Museums und der Nationalbibliothek (Ketāb-Khāneh-ye Melli) in Zusammenarbeit mit Maxime Siroux
- Hafis-Monument (Schiraz)
- Campus der Universität Teheran (in Zusammenarbeit mit Maxime Siroux, Mohasen Forughi, Roland Dubrul), Fakultät der Bildenden Künste
- Restaurierungsarbeiten an bedeutenden Gebäuden wie dem Masjed-e Jom'eh, Masjed-e Shāh, Masjed-e Lotf-Allāh in Isfahan
- Archäologische Arbeiten in Persepolis
- Bronzefunde in Lorestan

## Veröffentlichungen (Auswahl)
- Les Antiquités bouddhiques de Bamyian (= MDAFA. Band 2). Paris/Brüssel 1928.
- Les Bronzes du Luristan. In: Ars Asiatica. Band 17, Paris 1931.
- Les statues parthes de Shami. In: Aṯhẖār-é Īrān. Band 2, 1937, S. 285–305.
- Statuette du dieu de la ville de Du-shu-tir-gazi. In: Aṯhẖār-é Īrān. Band 3, Nr. 2, 1938, S. 233–236 mit Abb. 145–150.
- Boutteille d’argent sasanide. In: Aṯhẖār-é Īrān. Band 3, Nr. 2, 1938, S. 291–300.
- Plar d’argent découvert près de Kazwin. In: Aṯhẖār-é Īrān. Band 3, Nr. 2, 1938, S. 300–302.
- Le trésor de Ziwiyé (Kurdistan). Haarlem 1950.
- Les Travaux de Persépolis. In: Archaeologica orientalia. In memoriam Ernst Herzfeld. New York 1952, S. 119–128
- L'Art de l'Iran. 1960.
  - Übers. Theodor Rocholl, Gerdt Kutscher: Die Kunst des Iran. Geleitwort Olaf Hansen. Herbig, Berlin 1964.

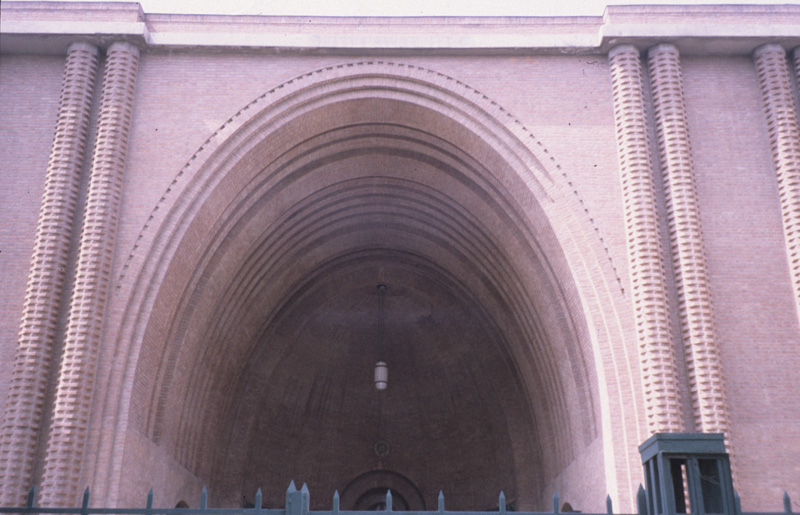
Iwan des Museh-ye Irān-e Bāstān dem sassanidischen Ṭāq-e Kesrā in Ktesiphon nachempfunden
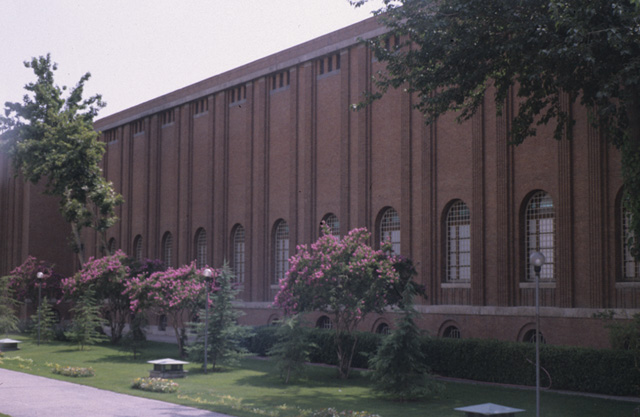
Seitenansicht des Museh-ye Irān-e Bāstān (auch Museh-ye Melli)
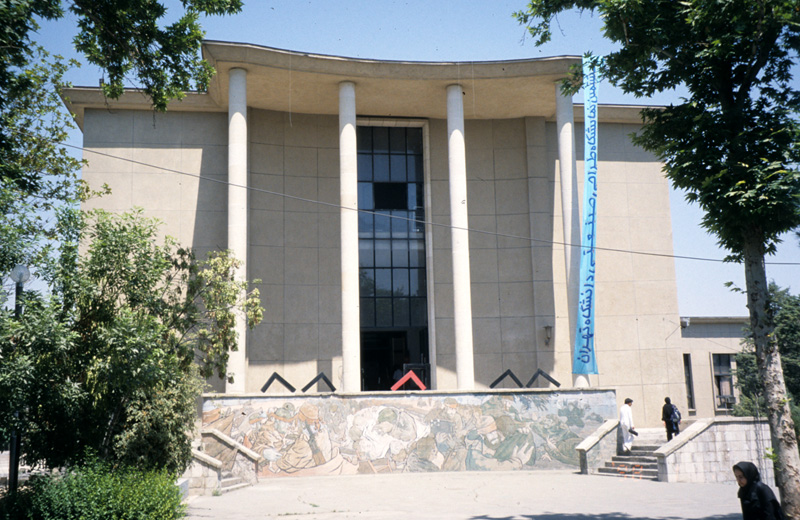
Universität Teheran, Institut für Bildende Künste
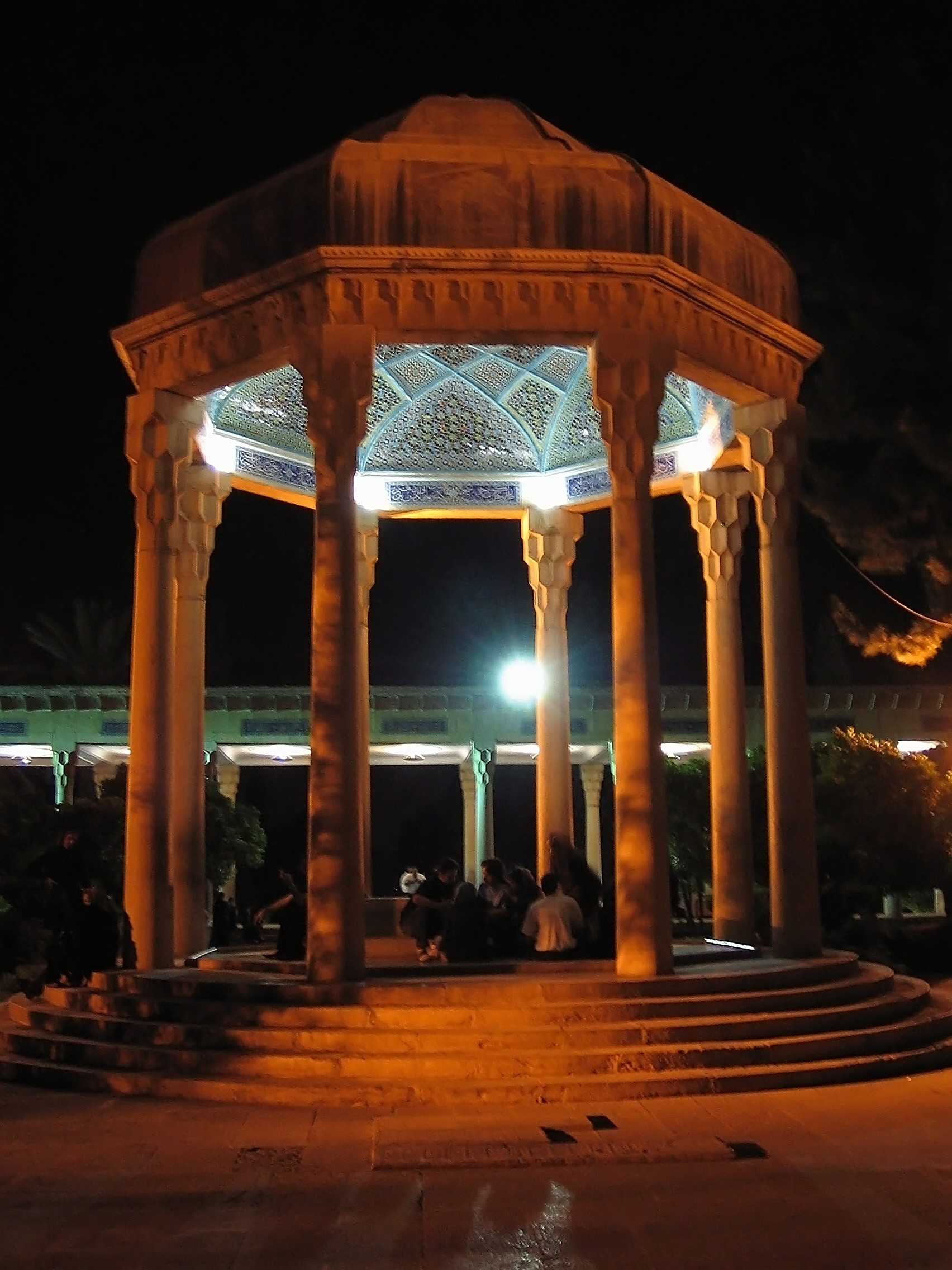
Hafis-Grabmal, Kiosk mit Muqarnaskapitellen – durch Safawidenarchitektur inspirierte Ausschmückung